# Фосетт, Фэрра
Фэ́рра Ле́ни Фо́сетт (англ. Farrah Leni Fawcett; 2 февраля 1947, Корпус-Кристи, Техас, США — 25 июня 2009, Санта-Моника, Калифорния, США) — американская актриса, модель и художница. Четырёхкратная номинантка премии «Эмми» и шестикратная номинантка премии «Золотой глобус». При рождении получила имя Ferrah, впоследствии изменила на Farrah.

## Биография
Фэрра Фосетт родилась в Корпус-Кристи, штат Техас. Её карьера началась в Голливуде в качестве модели и актрисы и развивалась весьма успешно. Всемирная популярность пришла к ней в 1976 году, когда она позировала для своего знаменитого плаката в красном купальнике. Были проданы миллионы копий, и он стал самым продаваемым плакатом всех времён. Фэрра стала секс-символом эпохи 1970-х годов. Впоследствии она получила роль в телесериале «Ангелы Чарли». Несмотря на то, что Фосетт оставила сериал после окончания первого сезона, всемирная популярность её не уменьшилась.
Фэрра Фосетт продолжала успешно сниматься в кинофильмах и телесериалах, а в 1995 году она снялась в журнале «Playboy», этот номер стал самым популярным номером 1990-х годов.
В 2006 году Фосетт был поставлен диагноз: рак прямой кишки. Актриса скончалась в городской больнице Санта-Моники, штат Калифорния, 25 июня 2009 года в возрасте 62 лет.

## Личная жизнь
С 1979 по 1997 год состояла в отношениях с актёром Райаном О’Нилом. В 1985 году у пары родился сын Редмонд.

## Избранная фильмография
| Фильмы      | Фильмы                                                 | Фильмы                                          | Фильмы                     |
| Год         | На русском языке                                       | На языке оригинала                              | Роль                       |
| ----------- | ------------------------------------------------------ | ----------------------------------------------- | -------------------------- |
| 2003        | Шашлык                                                 | Cookout, The                                    | миссис Кроули              |
| 2003        | Голливудские жены                                      | Hollywood Wives: The New Generation             | Lissa Roman                |
| 2000        | Кроха                                                  | Baby                                            | Лили Мэлоун                |
| 2000        | Доктор «Т» и его женщины                               | Dr T and the Women                              | Кейт                       |
| 1998        | Отважный маленький Тостер отправляется на Марс (видео) | Brave Little Toaster Goes to Mars, The          | Faucet, озвучка            |
| 1997        | Апостол                                                | Apostle, The                                    | Джесси Дьюи                |
| 1995        | Кто в доме хозяин                                      | Man of the House                                | Сэнди Арчер                |
| 1995        | Дети праха                                             | Children of the Dust                            | Нора Максвелл              |
| 1994        | Запасная жена                                          | Substitute Wife, The                            | Перл                       |
| 1989        | Маргарет Бурк-Уайт                                     | Margaret Bourke-White                           | Маргарет Бурк-Уайт         |
| 1989        | Увидимся утром                                         | See You in the Morning                          | Джо Ливингстон             |
| 1987        | Бедная маленькая богатая девочка                       | Poor Little Rich Girl: The Barbara Hutton Story | Барбара Хаттон             |
| 1986        | Крайности                                              | Extremities                                     | Марджори                   |
| 1986        | Между двумя женщинами                                  | Between Two Women                               | Вэл Петертон               |
| 1981        | Гонки «Пушечное ядро»                                  | Cannonball Run, The                             | Памела Гловер              |
| 1981        | Убийство в Техасе                                      | Murder in Texas                                 | Джоан Робинсон Хилл        |
| 1980        | Сатурн 3                                               | Saturn 3                                        | Алекс                      |
| 1978        | Кто-то убил её мужа                                    | Somebody Killed Her Husband                     | Дженни Мур                 |
| 1976        | Бегство Логана                                         | Logan’s Run                                     | Холли 13                   |
| 1975        | Murder on Flight 502                                   |                                                 | Карен Уайт                 |
| 1970        | Майра Брекинридж                                       | Myra Breckinridge                               | Мэри Энн Прингл            |
| 1969        | Человек, который мне нравится                          | Un homme qui me plait                           | Патрисия                   |
| Телевидение |                                                        |                                                 |                            |
| Год         | На русском языке                                       | На языке оригинала                              | Роль                       |
| 2002-2003   | Защитник                                               | Guardian, The                                   | Мэри Гресслер              |
| 1999        | Элли Макбил                                            | Ally McBeal                                     | Робин Джонс                |
| 1997        | Джонни Браво                                           | Johnny Bravo                                    | Фарра Фосетт / Старая дама |
| 2001        | Спин Сити                                              | Spin City                                       | судья Клэр Симмонс         |
| 1986        | Охотник за нацистами: История Беаты Кларсфелд          | Nazi Hunter: The Beate Klarsfeld Story          | Беата Кларсфельд           |
| 1976-1980   | Ангелы Чарли                                           | Charlie’s Angels                                | Джилл Монро                |
| 1975        | S.W.A.T.                                               |                                                 | мисс Нью-Мехико            |
| 1974-1976   | Человек на шесть миллионов долларов                    | Six Million Dollar Man, The                     | Келли Вуд                  |
| 1970        | Семья Партридж                                         | Partridge Family, The                           | красотка                   |
| 1969        | Я мечтаю о Джинни                                      | I Dream of Jeannie                              | Синди                      |